# Lara Fabian
Lara Fabian, tên thật là Lara Sophie Katy Crokaert (sinh ngày 9 tháng 1 năm 1970), là một nữ ca sĩ kiêm sáng tác nhạc người Bỉ-Canada. Cô sinh ra ở Etterbeek, Bruxelles và có cha là người Bỉ, còn mẹ là người vùng Sicilia, Ý. Theo học Nhạc viện Hoàng gia Bruxelles của Bỉ từ năm 8 tuổi và tốt nghiệp vào năm 18 tuổi, Fabian bắt đầu được khán giả biết đến khi cô tham gia cuộc thi Eurovision Song Contest lần thứ 33 vào năm 1988. Cùng hợp tác với nhà sản xuất âm nhạc Rick Allison, cô bước chân vào thị trường âm nhạc Canada với album đầu tay cùng tên phát hành năm 1991 và album Carpe diem (1994). Với Pure (1996), Fabian đạt được thành công lớn tại Pháp và châu Âu khi album bán ra 2 triệu bản trên toàn châu lục, nhận được chứng nhận Kim cương từ SNEP của Pháp và trở thành một trong số những album bán chạy nhất mọi thời đại ở quốc gia này. Album cũng sản sinh ra năm đĩa đơn hit gồm "Tout", "Je t'aime", "Humana", "Si tu m'aimes" và "La Différence", trong đó hai đĩa đơn đầu tiên lọt vào danh sách đĩa đơn bán chạy nhất trong thập niên 90 tại Pháp.
Kể từ năm 1999, với việc phát hành album trực tiếp Live 1999 và album tiếng Anh đầu tiên Lara Fabian, Fabian liên tiếp giành được vị trí quán quân trên bảng xếp hạng album của Pháp và Bỉ. Cô bắt đầu hoạt động âm nhạc ở cả hai thị trường Bắc Mỹ và châu Âu, cũng như mở rộng ảnh hưởng đến khu vực Mỹ La-tinh nhờ các ca khúc "Adagio", "I Will Love Again" và "Love by Grace". Trong những năm sau đó, cô duy trì được thành công tại các quốc gia nói tiếng Pháp với các album Nue (2001), 9 (2005) và một loạt những buổi hòa nhạc trực tiếp được thu âm thành các album trực tiếp như Live 2002 và En Toute Intimité (2003). Thông qua việc hợp tác với nhạc sĩ Igor Krutoy vào năm 2009, Fabian mở rộng sự nghiệp sang thị trường Nga với album đa ngôn ngữ Mademoiselle Zhivago (2010). Trong nửa đầu thập niên 2010, cô tiếp tục đạt được thành công ở thị trường quê nhà và Pháp với album quán quân thứ ba Le Secret (2013) và album Ma vie dans la tienne (2015).
Trong hơn 30 năm sự nghiệp, Fabian đã bán được 13 triệu bản thu âm trên toàn cầu, giành được 5 giải Félix, 1 giải Victoires de la Musique, 2 giải World Music Awards cho nghệ sĩ khu vực Benelux bán đĩa chạy nhất năm và là một trong số những nghệ sĩ người Bỉ bán đĩa chạy nhất mọi thời đại. Vào năm 2017, cô được Chính quyền của vùng Wallonie, Bỉ trao Huân chương danh dự cấp bậc Chỉ huy ở lĩnh vực Âm nhạc. Cô sở hữu cả hai quốc tịch Canada và Bỉ kể từ năm 1995.

## Thơ ấu
Fabian là đứa con duy nhất của Pierre Crokaert, một người Flemish, và Maria Luisa Serio, một người Silicia bản địa. Vì quá yêu thích một bộ phim chuyển thể từ cuốn tiểu thuyết Bác sĩ Zhivago nên cha mẹ đã lấy tên của nhân vật chính "Lara" để đặt tên cho cô. 5 năm đầu đời, cô sống tại thị trấn quê nhà của mẹ cô, Catania ở Silicia. Sau đó cô chuyển đến Ruisbroek gần Brussels, Bỉ. Fabian được thừa hưởng khả năng đa ngôn ngữ từ gia đình. Trong những năm đầu đời, tiếng Ý là ngôn ngữ đầu tiên mà cô sử dụng. Ngoài ra, cô cũng giao tiếp ổn bằng hai ngôn ngữ chính thức của Bỉ là tiếng Pháp và tiếng Hà Lan. Sau này, ở trường học, cô học thêm tiếng Anh và tiếng Tây Ban Nha.
Năm 1978, cha mẹ gửi cô vào Nhạc viện Hoàng gia Bỉ. Trong 10 năm học tập tại Nhạc viện, cô học hát, sáng tác, chơi piano, nhạc cổ điển và đoạt giải nhì trong một cuộc thi hát do Nhạc viện tổ chức. Sau này, các bài hát của Fabian chịu ảnh hưởng của lối đào tạo giọng hát kiểu cổ điển và của các nghệ sĩ đương thời như Barbra Streisand và Queen.
Nghệ danh của cô là một cách phát âm lái đi từ tên của một người bác, Fabiano.

## Sự nghiệp âm nhạc

### 1986–1993: Buổi đầu sự nghiệp
Trong những năm 1980, Fabian tham dự nhiều cuộc thi âm nhạc tại châu Âu và giành được một số giải thưởng. Cô phát hành đĩa đơn đầu tay, "L'Aziza est en pleurs" / "Il y avait" vào năm 1986. Cả hai bài hát đều được sáng tác bởi nhà soạn nhạc người Bỉ Marc Lerchs để thể hiện lòng thành kính với Daniel Balavoine.
Năm 1988, kênh truyền hình RTL ở Luxembourg mời Fabian đại diện cho quốc gia này trong cuộc thi Eurovision Song Contest lần thứ 33, tổ chức cùng năm tại Dublin, Ireland. Ca khúc tham dự chung kết của cô là một sáng tác của Jacques Cardona và Alain Garcia, với tựa đề "Croire" (tạm dịch: "Niềm tin"). Ca khúc giúp cô đạt vị trí thứ 4 chung cuộc, trong khi Céline Dion, đại diện cho Thụy Sĩ, đã giành chiến thắng cuộc thi. Đĩa đơn trở thành một hit ở châu Âu, bán được 600.000 bản.
Năm 1990, Fabian và cộng tác âm nhạc Rick Allison chuyển đến Montréal, Canada với mục tiêu phát triển sự nghiệp ở thị trường Bắc Mỹ. Họ thành lập nhãn hiệu âm nhạc và công ty sản xuất riêng, Productions Clandestines.
Tháng 8 năm 1991, album đầu tay cùng tên trình bày bằng tiếng Pháp của cô, Lara Fabian, phát hành tại Canada và bán được hơn 100.000 bản trong 3 năm. Album được chứng nhận vàng vào năm 1993, và bạch kim ngay năm tiếp theo. Thành công của các đĩa đơn Dance-pop sôi động như "Le jour où tu partiras", "Les murs", và "Qui pense à l'amour" giúp cho Fabian được quảng bá rộng rãi trên hệ thông phát thanh. Cô nhận được một vài đề cử tại lễ trao giải ADISQ năm 1993, và được bình chọn là ca sĩ hứa hẹn nhất của Québec.

### 1994–1996: Album đột phá:Carpe diem
Các chuyến lưu diễn liên tục tại Québec đã giúp cho album phát hành năm 1994 của Fabian, Carpe diem, trở thành một bước đột phá trong sự nghiệp của cô. Album nhanh chóng nhận được chứng nhận Vàng chỉ sau 2 tuần từ ngày phát hành, và sản sinh ra 3 đĩa đơn hit: "Tu t'en vas", "Si tu m'aimes", và "Leïla". Năm sau, album đã được chứng nhận 3× Bạch kim.
Fabian nhận được 2 giải Félix tại gala ADISQ năm 1995: Trình diễn tốt nhất của năm và Nữ nghệ sĩ của năm (hạng mục được khán giả bình chọn).
Năm 1996, Walt Disney Studios thuê Fabian lồng tiếng cho nhân vật Esmeralda trong phiên bản tiếng Pháp của bộ phim hoạt hình Thằng gù nhà thờ Đức Bà. Fabian cũng thể hiện bài hát "Que Dieu aide les exclus", phiên bản tiếng Pháp của ca khúc "God Help the Outcasts", trong album nhạc phim bản tiếng Anh và tiếng Pháp của bộ phim. Tại Québec, bài hát được phát hành thành đĩa đơn từ album nhạc phim vào cuối mùa hè năm 1996. Video âm nhạc của "Que Dieu aide les exclus" được ghi hình vào đầu tháng 7 năm 1996 tại nhà thờ Notre-Dame Basilica ở Montréal.
Từ năm 1995, Fabian sở hữu thêm quốc tịch Canada.

### 1997–1999: Thành công toàn cầu:PurevàLive 1999
Sau thành công của Carpe diem, Fabian kí hợp đồng với hãng thu âm Polydor của Pháp để phát hành một số album mới. Pure được phát hành vào tháng 10 năm 1996 tại Canada. Album nhận được chứng nhận Bạch kim từ Music Canada cho doanh số đạt 100.000 bản chỉ sau vài tuần phát hành. Đầu tháng 1 năm 1997, tạp chí Billboard dự báo Fabian là một trong số những nghệ sĩ người Canada có khả năng cao sẽ đạt được thành công thương mại trên toàn cầu. Tháng 6 năm 1997, Fabian phát hành Pure tại Pháp. Album đã bán ra gần 2 triệu bản tại quốc gia này tính đến cuối năm 2015 và nhận được chứng nhận Bạch kim từ SNEP chỉ sau hai tuần phát hành. Pure cũng sản sinh ra năm đĩa đơn hit gồm: "Tout", "Je t'aime", "Humana", "Si tu m'aimes" và bản quốc ca chống kì thị đồng tính luyến ái "La Différence". Album thắng một giải Félix cho Album nhạc đại chúng của năm tại gala ADISQ năm 1997. Tại lễ trao giải Juno cùng năm, album được đề cử ở hạng mục Album tiếng Pháp bán chạy nhất, còn Fabian nhận được đề cử cho hạng mục Nữ ca sĩ xuất sắc nhất.
Tháng 2 năm 1998, Fabian nhận giải thưởng Phát hiện của năm tại gala Victoires de la Musique. Cũng trong năm 1998, Polydor phát hành Carpe diem tại châu Âu. Tháng 11 năm 1998, cô tiếp tục nhận giải Félix ở hạng mục Nghệ sĩ ngoài Quebec được công nhận nhiều nhất. Tháng 12 cùng năm, cô được tạp chí Paris Match tặng danh hiệu Khải huyền của năm, và hình ảnh của cô được đưa lên trang bìa của tạp chí này.
Tháng 3 năm 1999, Fabian phát hành album trực tiếp đầu tiên trong sự nghiệp, có tựa đề Live. Album ra mắt ở vị trí quán quân trên các bảng xếp hạng của Pháp, qua đó giúp cô có được hợp đồng ghi âm toàn cầu với Sony Music. Tháng 5 năm 1999, Fabian được vinh danh tại lễ trao giải World Music Awards tổ chức ở Monaco. Cô nhận giải Bản ghi âm bán chạy nhất năm 1998 cho album Pure. Tháng 7 năm 1999, với hơn 6 triệu bản ghi âm được bán ra trên toàn châu Âu, Polydor tái phát hành album đầu tay cùng tên của Fabian.

### 1999–2001: Mở rộng thành công đến Hoa Kỳ và Mỹ La-tinh:Lara Fabian
Mùa hè năm 1999, Fabian ghi âm album tiếng Anh đầu tiên của cô cho hãng Sony, Lara Fabian, tại New York và San Francisco. Các bài hát được viết và sản xuất bởi Rick Allison và Dave Pickell, Walter Afanasieff, Glen Ballard và Patrick Leonard.
Album ra mắt ở vị trí quán quân bảng xếp hạng US Billboard Heatseekers, đạt đến vị trí thứ nhất trên bảng xếp hạng album của Pháp và thứ hai trên bảng xếp hạng album của Bỉ. Ở phiên bản phát hành tại châu Á, Fabian hợp tác với ngôi sao nhạc pop người Mỹ-Đài Loan Leehom Wang trong bài hát "Light of My Life".
Bản dance-pop "I Will Love Again", đĩa đơn tiếng Anh đầu tiên của cô, giành vị trí quán quân bảng xếp hạng US Billboard Hot Dance Music/Club Play, và đạt đến vị trí thứ 32 trên bảng xếp hạng US Billboard Hot 100, thứ 10 trên US Billboard Adult Contemporary, cũng như xuất hiện trên một số bảng xếp hạng toàn cầu, trong đó có bảng xếp hạng UK Singles Chart. Ca khúc đạt vị trí thứ 63 trên bảng xếp hạng này. Bản ballad nối tiếp, "Love by Grace", cũng đạt được vị trí thứ 24 trên bảng xếp hạng US Billboard Adult Contemporary. Tháng 2 năm 2001, "Love By Grace" trở thành ca khúc chủ đề của cặp đôi chính trong vở kịch về cuộc sống đời thường, Laços de Família của Brazil, được truyền hình bởi TV Globo ở Brazil và Bồ Đào Nha. Trong vài tuần, ca khúc giữ vị trí quán quân trên hầu hết các trạm phát thanh ở Brazil và Bồ Đào Nha. Đĩa đơn thứ ba, ca khúc dance-pop "I Am Who I Am", phối lại bởi Hex Hector, không xuất hiện trên các bảng xếp hạng. Ở châu Âu, đĩa đơn "Adagio" đạt vị trí thứ 5 trên bảng xếp hạng đĩa đơn của Pháp, và thứ 3 trên bảng xếp hạng đĩa đơn của Bỉ.
Trong giai đoạn này, Fabian đã ghi âm một số ca khúc làm nhạc phim cho các bộ phim điện ảnh của Hollywood, bao gồm: "The Dream Within" cho nhạc phim của Final Fantasy: The Spirits Within, và "For Always" cho nhạc phim A.I. Trí tuệ nhân tạo. Album nhạc phim thứ hai gồm cả phiên bản hát đơn và phiên bản song ca với Josh Groban của "For Always".

### 2001–2004: Trở lại Pháp:Nue,Live 2002,En toute intimitévàA Wonderful Life
Nue (tạm dịch: Trần trụi), album tiếng Pháp thứ tư của Fabian, phát hành vào mùa thu năm 2001 ở cả Quebec và Pháp. Album như một bản ghi chép lại những thăng trầm cảm xúc trong những năm sau thành công của album trước đó. Album lần lượt đạt vị trí quán quân và á quân trên bảng xếp hạng của Bỉ và Pháp, tuy nhiên không gây được ảnh hưởng tại Quebec. Album cũng được phát hành tại Tây Ban Nha và nằm trong top 10 của bảng xếp hạng vào mùa thu năm 2001. Đĩa đơn đầu tiên, phát hành vào mùa hè 2001, "J'y crois encore" đạt đến top 20 trên bảng xếp hạng của Pháp. Các đĩa đơn khác phát hành sau đó bao gồm "Immortelle", "Aimer Déjà" và đĩa đơn phát hành năm 2002, "Tu es mon autre" (một bản song ca với nghệ sĩ đồng hương Maurane, được đề cử cho giải ca khúc của năm và nằm trong top 5 bảng xếp hạng Pháp).
Cũng trong năm 2001, cô hợp tác với David Foster và Vancouver Symphony Orchestra trong các bản ghi âm bằng tiếng Anh, tiếng Pháp, và Anh-Pháp của ca khúc quốc ca của Canada, "O Canada", trong một chiến dịch quảng bá của chính phủ Canada. Năm 2002, Fabian tham gia ghi âm album nhạc cho World Cup 2002, với ca khúc "World at Your Feet", được viết và sản xuất bởi Gary Barlow.
Cuối năm 2002, Fabian phát hành album trực tiếp thứ hai, Live 2002, gồm các ca khúc từ chuyến lưu diễn gần nhất, cùng với một DVD ghi hình các buổi hòa nhạc tổ chức vào tháng 12 năm 2001 tại Rừng Quốc gia ở Bỉ và tại Le Zénith ở Paris.
Trong năm 2003, cô hoạt động đều đặn tại Casino de Paris mỗi đêm thứ hai, tổ chức những buổi hòa nhạc cho một số lượng nhỏ khán giả. Các buổi hòa nhạc được ghi lại và phát hành thành đĩa CD và DVD vào cuối năm 2003, với tựa đề En toute intimité.
Năm 2004, Fabian phát hành album tiếng Anh thứ hai, A Wonderful Life. Dự án không thành công về mặt thương mại, nhưng được giới phê bình đánh giá cao. Âm thanh tự nhiên trong album được hoàn thiện bởi nghệ sĩ ghi-ta người Pháp Jean-Félix Lalanne, các nhà sản xuất Desmond Child, Anders Bagge và đội sản xuất người Anh True North (gồm ca sĩ Gary Barlow của nhóm Take That và Elliot John Kennedy).
Đĩa đơn đầu tiên phát hành trên hệ thống các đài phát thanh là "The Last Goodbye" tại Hoa Kỳ và một số quốc gia khác (trừ Pháp). Tại Pháp, bài hát "No Big Deal" là đĩa đơn đầu tiên. Cả hai ca khúc đều không thành công và album không được quảng bá rộng rãi và bị hủy phát hành tại Hoa Kỳ. Tại Brazil, bài hát "I Guess I Loved You" đạt được thành công khiêm tốn, khi được đưa vào một chương trình phim đời sống thường nhật có tựa đề Senhora do Destino (tạm dịch: Định mệnh của cô ấy), một loạt phim truyền hình nổi tiếng tại Brazil. Nhờ vậy, bài hát cũng được biết đến tại Bồ Đào Nha, mặc dù không được phát hành hay quảng bá chính thức. Cũng trong năm 2004, Fabian chia tay với nhà sản xuất âm nhạc Rick Allison, đồng thời chấm dứt hợp tác âm nhạc với nhà sản xuất này.

### 2005–2007: Định hướng âm nhạc mới:9,Un regard 9 Livevà con gái đầu lòng
Sau một thời gian nghỉ ngơi vào năm 2004, Fabian trở lại với âm nhạc vào mùa xuân năm 2005 với album tiếng Pháp thứ 5, 9. Album được trình bày theo phong cách mới với sự nhẹ nhàng, yên bình và vui tươi, khác biệt hoàn toàn so với phong cách sâu lắng, kịch tích của các bản ghi âm thời kỳ trước đó. 9 bao gồm đĩa đơn hit "La Lettre", một bài hát mà Fabian đồng sáng tác với cộng sự mới của cô, Jean-Félix Lalanne, người đã cùng sản xuất 11 bài hát trong album. Các đĩa đơn khác gồm "Ne lui parlez plus d'elle", "Un Ave Maria", "Il ne manquait que toi" và bài hát thể loại phúc âm, "L'homme qui n'avait pas de maison".
Tháng 10 năm 2006, Fabian phát hành các CD và DVD của chuyến lưu diễn đồng hành với album 9, lấy tựa đề Un regard 9 Live và gồm bản ghi âm buổi hòa nhạc vào ngày 29 tháng 3 năm 2006 tại nhà hát Le Zénith ở Paris. CD gồm 15 bản biểu diễn trực tiếp và một ca khúc mới, "Aime", ghi âm tại một phòng thu ở Montreal.
Tháng 6 năm 2007, Fabian làm việc tại Rome và Los Angeles để ghi âm các ca khúc cho album phòng thu kế tiếp. Cùng lúc, đĩa đơn "Un Cuore Malato" (hợp tác với Gigi D'Alessio) đạt vị trí quán quân trên bảng xếp hạng của Ý và thứ 16 trên bảng xếp hạng của Pháp. Tại Los Angeles, Fabian làm việc với Dave Stewart để thực hiện một album đa ngôn ngữ, gồm ca khúc bằng tiếng Anh, tiếng Tây Ban Nha, tiếng Pháp, tiếng Ý và một số ngôn ngữ khác, dự định phát hành vào cuối năm 2008. Cũng trong năm 2007, Fabian cũng đến Québec để thực hiện một buổi hòa nhạc 2 đêm tại Olympia de Montreal. Tháng 10 cùng năm, cô trở thành khách mời bất ngờ trong buổi hòa nhạc của Gigi D'Alessio tại Olympia, Paris, Pháp. Ngày 20 tháng 11 năm 2007, Fabian sinh con gái đầu lòng, đặt tên là Lou Pullicino.

### 2008–2012:Toutes les femmes en moivà album đa ngôn ngữMademoiselle Zhivago
Vài tháng sau khi sinh con đầu lòng, Fabian tổ chức một chuyến lưu diễn tại Ukraine, Nga và Hi Lạp. Cô cũng xuất hiện ở một số sự kiện trên truyền hình, như trong Quốc khánh lần thứ 60 của Israel, sự kiện mà Fabian biểu diễn một số ca khúc tiếng Do Thái và song ca với ca sĩ người Israel Noa.
Trong năm 2008, Fabian trở về Bỉ để chuẩn bị ghi âm một album tiếng Pháp với nghệ sĩ piano Mark Herskowitz. Album có tựa đề Toutes les femmes en moi, chủ yếu được ghi âm tại Montreal, phát hành vào tháng 5 năm 2009. Đĩa đơn đầu tiên từ album, "Soleil, Soleil", là một bản hát hát lại ca khúc của Nana Mouskouri. Đĩa đơn thứ hai là "Toutes les Femmes en moi", ca khúc gốc duy nhất trong album. Sau đó, Fabian phát hành album tiếng Anh Every Woman in Me, gồm những bản hát lại các bài hát của các nghệ sĩ nổi tiếng.
Trong nửa đầu năm 2010, Fabian tổ chức một chuyến lưu diễn ở châu Âu, với các điểm dừng chân tại Pháp, Thụy Sĩ và Bỉ, biểu diễn hầu hết các bài hát trong Toutes Les Femmes En Moi cùng với một số ca khúc cổ điển và ca khúc người hâm mộ yêu thích. Cô cũng biểu diễn tại Đông Âu theo phong cách accoustic (chỉ hát với piano), và bổ sung vào danh sách biểu diễn một số bản ghi âm tiếng Anh trong album Every Woman in Me. Tháng 9 năm 2010, cô phát hành Toutes Les Femmes En Moi tại Québec. Cô cũng tham gia ghi âm album Nuit Magique với ca sĩ người Canada Coral Egan.
Cuối năm 2010, Fabian phát hành một album chủ đề đa ngôn ngữ tại Nga và Ukraine, với tựa đề Mademoiselle Zhivago (tạm dịch: Cô Zhivago). Album gồm 11 ca khúc thể hiện bằng những ngôn ngữ khác nhau, được sáng tác bởi nhạc sĩ người Nga Igor Krutoy. Album là những câu chuyện của một người phụ nữ trải nghiệm những kiếp sống qua vài năm và vài thế kỷ. 11 video âm nhạc cho từng bài hát, kết hợp lại tạo thành một bộ phim dài hoàn chỉnh, được sản xuất và đạo diễn bởi nhà sản xuất phim người Ukraine Alan Badoev. Album gồm một CD và một DVD, phát hành lần đầu vào tháng 10 năm 2010 tại Ukraine, và vào tháng 11 tháng Nga.
Các bài hát được sáng tác bởi Fabian cùng Igor Krutoy, bằng tiếng Anh, tiếng Pháp, tiếng Ý, tiếng Tây Ban Nha và tiếng Nga. Fabian đã giới thiệu một trong số các ca khúc vào năm 2009, trong lễ hội âm nhạc New Wave Festival tại Latvia, với ca khúc "Demain n'existe pas". Sau đó, năm 2010, cô trở lại sân khấu này, trình diễn những ca khúc mới của album. Cô quảng bá cho album này ở cả hai quốc gia, trên cả truyền hình, kết hợp với việc biểu diễn trực tiếp một loạt buổi hòa nhạc giới thiệu các ca khúc mới đến công chúng Đông Âu. Fabian cũng là khách mời biểu diễn trong chương trình X Factor của Ukraine vào ngày 30 tháng 10, thể hiện các bài hát "Mademoiselle Hyde", "Demain N'Existe Pas" của album mới, và ca khúc cổ điển "Adagio". Năm 2012, cô ghi âm "Ma Solitude", một ca khúc hợp tác với nam ca sĩ người Hi Lạp George Perris, trong album Un Souhait của anh.

### 2013–2016:Le Secret,EssentialvàMa vie dans la tienne
Fabian phát hành album tiếng Pháp thứ sáu, Le Secret vào ngày 17 tháng 4 năm 2013, gồm 17 ca khúc mới. Cùng ngày, cô biểu diễn các bài hát mới tại Théâtre de Paris. Album ra mắt ở vị trí quán quân trên bảng xếp hạng của Pháp. Đĩa đơn đầu tiên từ album, "Deux ils, Deux elles", phát hành vào ngày 20 tháng 2 năm 2013. Bài hát nói về tình yêu của hai người đàn ông và hai người phụ nữ, truyền đạt thông điệp về sự khoan dung và sự chấp nhận với cộng đồng LGBT – tương tự như ca khúc "La Différence".
Đầu năm 2014, lịch lưu diễn và ghi âm của Fabian đã bị hủy bỏ sau khi cô gặp chấn thương tai do một sự cố âm thanh. Tháng 8 cùng năm, cô phát hành một ca khúc hợp tác với nghệ sĩ người Thổ Nhĩ Kỳ Mustafa Ceceli. Bản nhạc có tựa đề "Make Me Yours Tonight", viết bởi Anthony James và Yiorgos Bellapaisiotis, được phát hành thành các EP phiên bản tiếng Anh và tiếng Thổ Nhĩ Kỳ ("Al Götür Beni"), cùng với một phiên bản accoustic phát hành bổ sung. Đĩa đơn đạt vị trí số 1 trên bảng xếp hạng đĩa vật lý tại Thổ Nhĩ Kỳ, và vị trí thứ 2 trên bảng xếp hạng kỹ thuật số. Một số bản phối lại của "Make Me Yours Tonight" được phát hành thành EP trên toàn cầu vào tháng 4 năm 2015, trong loạt album tuyển tập, lấy tên là Selection. EP đạt vị trí thứ 12 trên bảng xếp hạng iTunes Dance Albums của Pháp, và thứ 5 trên bảng xếp hạng iTunes Album Chart của Thổ Nhĩ Kỳ.
Ngày 14 tháng 12 năm 2014, trong chương trình L'Arena, phát sóng trên kênh truyền hình Rai 1 của Ý, dẫn chương trình Massimo Giletti và khách mời Carlo Conti đã hé lộ danh sách các nghe sĩ trình diễn tại Lễ hội Âm nhạc Sanremo lần thứ 65. Fabian nằm trong danh sách 20 ca sĩ "lớn" (chính). Đây là lần thứ hai cô xuất hiện trên sân khấu nhà hát Ariston (kể từ lần xuất hiện trong vai trò khách mời năm 2007 cùng với Gigi D'Alessio) và là lần đầu tiên cô xuất hiện trong với vị trí của thí sinh hát đơn. Trong một số cuộc phỏng vấn, cô nói rằng sẽ dành tặng phần trình diễn cho người mẹ của mình. Fabian gọi bài hát cô gửi đến chương trình là "một bài thánh ca nhẹ nhàng và say mê".
Trong chương trình phát sóng vào buổi tối này 10 tháng 2 năm 2015, Fabian đã biểu diễn đĩa đơn mới có tên gọi "Voce" dành cho thị trường Ý. Ca khúc này được đưa vào album tuyển tập mới có tựa đề Essential, phát hành riêng tại quốc gia này bởi Warner Italy.
Trong tối ngày 12 tháng 2 năm 2015, Fabian biểu diễn ở cùng sân khấu ca khúc "Sto male", một phiên bản bằng tiếng Ý của bài hát "Je Suis Malade" do Ornella Vanoni biên soạn. Đây là một đêm thi nhỏ của Sanremo dành cho các phiên bản hát lại, và Fabian cuối cùng đã thất bại trước Nek và bài hát "Se telefonando" nổi tiếng của nghê sĩ Mina.
Tối ngày 13 tháng 2, cô biểu diễn lại bài hát "Voce", trước khi nhận thất bại chung cuộc trong cuộc thi, điều mà cô đã dự trù từ khi mới tham gia cuộc thi. Một bài viết trên một ấn bản địa phương của Nhac hội San Remo, có tựa đề "Tạm biệt các nghệ sĩ ngoại quốc ở Sanremo", viết bởi Erika Cannoletta, cho rằng sự thiếu trong dụng tài năng và các vấn đề chính trị ít người biết tới phía sau cuộc thi là hai trong nhiều lí do dẫn đến việc nghệ sĩ bị loại. Trước đó, khán giả và giới báo chí Ý tỏ ra khá lạnh nhạt về Fabian, đặc biệt về danh tiếng của cô ở quốc gia này. Trong một bài viết có phần cay độc và gây tranh cãi có tựa đề "Sanremo 2015, Lara Fabian là ai? Một nghệ sĩ quốc tế mà không ai biết đến", nhà văn-nhà phê bình âm nhạc Michele Monina (của Il Fatto Quotidiano) tỏ ra nghi ngờ về danh tiếng, sự nghiệp và chất lượng của nữ ca sĩ, kéo theo một cuộc tranh cãi sôi nổi trong mục bình luận.
Ngày 15 tháng 2, cô trình diễn lần cuối cùng trên sân khấu Domenica In của kênh Rai 1, thu hút sự chú ý rộng rãi. Fabian trở lại với chuyến lưu diễn Greatest Hits Tour, để hỗ trợ cho sản phẩm mới phát hành, bắt đầu từ ngày 21 tháng 2 năm 2015 với việc trình diễn sân vận động Nokia, Tel Aviv-Jaffa, Israel.
Tháng 11 năm 2015, Lara phát hành album phòng thu thứ 9, có tựa đề Ma vie dans la tienne (My Life In Yours), bao gồm các bài hát cô đồng sáng tác với David Gategno và Elodie Hesme. Album này được phát hành dưới giấy phép của Warner Music France, bao gồm các đĩa đơn "Quand je ne chante pas", "Ma vie dans la tienne", "L'oubli" và "Ton désir". Album được chứng nhận Bạch kim tại Pháp, Vàng tại Bỉ, và đã bán được hơn 150.000 bản trên toàn cầu.

### 2017–nay: Phong cách âm nhạc mới:Camouflage,Papillon, phim tài liệu và truyền hình thực tế
Năm 2016, Fabian bắt đầu thu âm một album tiếng Anh mới với dự định phát hành vào mùa thu năm 2017, lấy tựa đề là Camouflage (Ngụy trang), với đội ngũ sản xuất âm nhạc người Thụy Điển–Hoa Kỳ. Album gồm 12 bài hát ở thể loại electro-pop và được phát hành vào ngày 6 tháng 10 năm 2017. Đĩa đơn đầu tiên, "Growing Wings", cùng với video âm nhạc, được phát hành vào ngày 4 tháng 8 năm 2017, trùng với thời điểm album có sẵn để đặt trước. Ngày 8 tháng 9 năm 2017, Fabian phát hành đĩa đơn thứ hai, "Choose What You Love Most (And Let It Kill You)." Cũng trong tháng này, cô ra mắt ca khúc "Remember Me", một bài hát nằm trong album nhạc phim của một bộ phim ngắn được thực hiện để nâng cao nhận thức của cộng đồng về căn bệnh ALS, Cello. Vào ngày 14 tháng 12 năm 2017, cô được Chính quyền của vùng Wallonie trao tặng Huân chương danh dự cấp bậc Chỉ huy ở lĩnh vực Âm nhạc. Huân chương được trao tặng để "nhấn mạnh tầm quan trọng của công việc của cô với khu vực, của hình ảnh và tầm ảnh hưởng của cô với hai bên bờ Đại Tây Dương".
Đầu năm 2018, Fabian khởi động chuyến lưu diễn hỗ trợ cho Camouflage, "Camouflage World Tour". Bắt đầu tại Miami, Hoa Kỳ vào ngày 2 tháng 2 năm 2018, chuyến lưu diễn gồm 40 buổi hòa nhạc và khép lại với buổi diễn cuối cùng tại Paris, Pháp vào tháng 6 năm 2018. Ngày 6 tháng 2 năm 2018, một phiên bản phối lại của ca khúc "Chameleon" được phát hành thành đĩa đơn thứ ba từ Camouflage. Cũng trong năm này, tại Canada, cô bắt đầu giữ vị trí huấn luyện viên của chương trình truyền hình thực tế tìm kiếm tài năng La Voix kể từ mùa thứ 6 của chương trình. Ở mùa thứ 7, thí sinh Geneviève Jodoin của đội Fabian trở thành người chiến thắng chung cuộc của cuộc thi.
Tháng 9 năm 2018, Fabian thông báo về việc phát hành đĩa đơn mới "Papillon", một ca khúc được viết và sáng tác bởi chính cô cùng với Moh Denebi và Sharon Vaughn. Đĩa đơn được phát hành vào ngày 5 tháng 10 năm 2018. Đây là đĩa đơn đầu tiên từ album phòng thu thứ 14 có cùng tựa đề của nữ ca sĩ, gồm 11 ca khúc và phát hành vào ngày 8 tháng 2 năm 2019. Được mô tả là album "trở lại Québec" và "sản xuất 100% tại Québec", album được ghi âm trong vòng 11 ngày ở tầng hầm căn hộ của Fabian tại Montreal. Album ra mắt ở vị trí thứ 2 trên bảng xếp hạng Ultratop khu vực Wallonia của Bỉ. Ngày 30 tháng 11 năm 2018, "Je suis à toi" được phát hành thành đĩa đơn thứ hai từ album, video âm nhạc cho bài hát được phát hành vào ngày 20 tháng 12 năm 2018. Video âm nhạc cho đĩa đơn thứ ba, "Par amour", ra mắt vào ngày 4 tháng 3 năm 2019. Vào đầu tháng 2 năm 2019, Fabian thông báo rằng chuyến lưu diễn "50 World Tour" hỗ trợ cho Papillon, kỷ niệm sinh nhật lần thứ 50 cũng như 30 năm sự nghiệp của nữ ca sĩ sẽ khởi động vào cuối năm 2019, với các buổi hòa nhạc được tổ chức tại 50 thành phố trên thế giới.
Cuối tháng 7 năm 2019, Fabian thông báo sẽ không tiếp tục tham gia mùa giải tiếp theo của La Voix. Thay vào đó, cô sẽ trở thành huấn luyện viên trong mùa giải thứ chín của The Voice: la plus belle voix — phiên bản Pháp của chương trình truyền hình thực tế The Voice, phát sóng vào đầu năm 2020. Vào tháng 10 năm 2019, Fabian nhận được 2 đề cử ở các hạng mục Nữ nghệ sĩ của năm và Album pop của năm (cho Papillon) tại lễ trao giải Felix lần thứ 41. Đây là những đề cử đầu tiên của cô tại giải thưởng này kể từ sau khi cô chiến thắng tại gala ADISQ năm 1995.
Vào đầu tháng 2 năm 2020, Fabian cho biết cô sẽ phát hành một phiên bản phát hành lại của album Papillon vào ngày 20 tháng 3, lấy tựa đề mới là Papillon(s) và bổ sung 3 ca khúc mới so với phiên bản gốc. Vào ngày 28 tháng 2, Fabian phát hành bài hát "C'est l'heure" thành đĩa đơn đầu tiên từ Papillon(s). Sang đầu tháng 3, do diễn biến phức tạp của dịch COVID-19, nữ ca sĩ thông báo hoãn toàn bộ các buổi diễn còn lại của "50 World Tour" tại Pháp và Canada đến tháng 9 và tháng 12 năm 2020. Vào ngày 10 tháng 4, Fabian phát hành đĩa đơn và video âm nhạc của một bài hát mới có tựa đề là "Nos cœurs à la fenêtre". Ca khúc do cô đồng sáng tác cùng Elodie Hesme và Moh Dennebi, với phần lời được viết bằng tiếng Pháp và tiếng Ý. Bài hát được lấy cảm hứng từ sự kiện người dân tại Ý đứng hát quốc ca trên ban công vào ngày 13 tháng 3 năm 2020, trong bối cảnh quốc gia này đang chịu nhiều tổn thất vì dịch COVID-19. Fabian cho biết lợi nhuận thu được từ đĩa đơn sẽ được quyên góp cho các nhân viên y tế đang chống dịch tại Bỉ, Canada, Pháp và Ý. "Nos cœurs à la fenêtre" ra mắt ở vị trí thứ 16 trên bảng xếp hạng Ultratop 50 Wallonie trong tuần ngày 18 tháng 4 năm 2020, trở thành đĩa đơn có thành tích xếp hạng tốt nhất của Fabian tại khu vực Wallonie kể từ năm 2007. Cũng do ảnh hưởng của COVID-19, Papillon(s) được dời lịch phát hành đến ngày 5 tháng 6 năm 2020.
Vào ngày 15 tháng 10 năm 2020, Fabian phát hành phim tài liệu Lara trên nền tảng Club Illico cho khán giả tại Canada. Bộ phim được đạo diễn bởi Jean-François Fontaine và sản xuất bởi Productions Déferlantes. Bộ phim ghi hình quá trình thực hiện chuyến lưu diễn "50 World Tour" của nữ ca sĩ, đồng thời đề cập một số chủ đề nhạy cảm, trong đó có việc cạnh tranh với Céline Dion và thất bại của Fabian tại thị trường Hoa Kỳ vào đầu những năm 2000. Tại Bỉ, bộ phim được đổi tên thành Lara Fabian: en toute intimité và ra mắt trên kênh RTL-TVI vào tối ngày 23 tháng 12 năm 2020. Vào ngày 24 tháng 11 năm 2020, Fabian công bố về album mới có tựa đề Lockdown Sessions thông qua bài đăng trên trang Instagram cá nhân. Cô cho biết album là một "trải nghiệm mới", "không giống với những album mà tôi đã thực hiện trong sự nghiệp cho đến nay" và các ca khúc "không được sáng tác theo cách truyền thống". Album chỉ có thể được đặt mua thông qua trang web chính thức của Fabian và được phát hành vào ngày 16 tháng 12 năm 2020.

## Phong cách nghệ thuật
Fabian là một giọng nữ cao trữ tình với âm vực trải dài khoảng 3 quãng tám, từ nốt C3 đến nốt G♯6 trong các màn biểu diễn trực tiếp.
Fabian cũng là một nghệ sĩ đa ngôn ngữ, với khả năng nói thành thạo tiếng Pháp, tiếng Tây Ban Nha, tiếng Ý và tiếng Anh. Cô đã từng hát bằng các tiếng Azerbaijan, Đức, Hi Lạp, Do Thái, Bồ Đào Nha, Nga, và Thổ Nhĩ Kỳ.
Giọng hát và âm nhạc của Fabian thường được đem ra so sánh với hai nghệ sĩ mà cô chịu ảnh hưởng là Céline Dion và Barbra Streisand. Trong một lần phỏng vấn với The Globe and Mail vào năm 1997, Fabian cho biết cả cô và Dion đều là "những ca sĩ nội lực", nhưng "không có nghĩa là giọng hát của chúng tôi giống nhau". Fabian cũng nhấn mạnh thêm một sự khác biệt là cô "tự viết hầu hết các bài hát và tham gia vào quá trình sản xuất các bản thu âm từ đầu đến cuối", trong khi Dion thì không.

## Sự nghiệp sáng tác và diễn xuất
Fabian đã viết nhạc cho một số nghệ sĩ khác, như các ca sĩ người Pháp Chimène Badi, Nolwenn Leroy và Myriam Abel. Cô cũng sáng tác cho Daniel Lévi và được cho là hiện đang làm việc với một cựu thí sinh từ chương trình Nouvelle Star 3 có tên Roland. Cô từng thường xuyên tán dương giọng hát và tài năng của nữ ca sĩ thành công Amel Bent, người cũng từng là thí sinh của chương trình này.
Cô đã viết bài hát "Dis-moi comment t'aimer" cho nam ca sĩ người Hy Lạp George Perris trong album Un Souhait.
Ca khúc "Imaginer" trong album Dream with Me của Jackie Evancho ban đầu được Fabian và nhạc sĩ Walter Afanasieff sáng tác bằng tiếng Anh với tựa đề "Broken Vow". Họ đã viết lại ca khúc này với phần lời bài hát bằng tiếng Pháp dành riêng cho Evancho. Ý nghĩa của bài hát lúc đầu (về một tình yêu buồn) đã được thay đổi hoàn toàn trong phiên bản tiếng Pháp, trở thành một giấc mơ về thế giới tươi đẹp mà không có chiến tranh và nghèo đói.
Năm 2004, Fabian tham gia vào bộ phim De-Lovely của MGM. Trong đó, cô biểu diễn các bài hát "Another Openin', Another Show" (với dàn bè) và "So in Love" (cùng với Mario Frangoulis) từ vở nhạc kịch Kiss Me, Kate của Cole Porter.

## Danh sách đĩa nhạc

### Album phòng thu
- Lara Fabian (1991)
- Carpe diem (1994)
- Pure (1996)
- Lara Fabian (1999)
- Nue (2001)
- A Wonderful Life (2004)
- 9 (2005)
- Toutes les femmes en moi (2009)
- Every Woman in Me (2009)
- Mademoiselle Zhivago (2010)
- Le Secret (2013)
- Ma vie dans la tienne (2015)
- Camouflage (2017)
- Papillon (2019)
- Lockdown Sessions (2020)
- Je suis là (2024)

| - Live 1999 (1999) - Live 2002 (2002) - En Toute Intimité (2003) - Un regard 9 Live (2006) | - De la Révélation à la Consécration (1998) - Best of Lara Fabian (2010) - Essential/Selection (2015) |

## Giải thưởng và vinh danh

### Giải thưởng và đề cử
| - Giải Étoile Chérie FM - 2005 – Ngôi sao nữ xuất sắc nhất - Giải Félix - 1995 – Chương trình âm nhạc trực tiếp xuất sắc nhất - 1995 – Nữ ca sĩ xuất sắc nhất - 1997 – Album nổi tiếng của năm – cho Pure - 1998 – Nghệ sĩ xuất sắc nhất ngoài khu vực Quebec - 2000 – Nghệ sĩ Quebec xuất sắc nhất ở ngôn ngữ khác tiếng Pháp - Giải IFPI Platinum Europe - 1999 – Giải thưởng cho doanh số vượt 1 triệu đơn vị – cho Pure - Giải Victoires de la Musique - 1998 – Đề cử ở hạng mục Bài hát của năm – cho "Tout" - 1998 – Nghệ sĩ mới của năm - 2003 – Đề cử ở hạng mục Ca khúc gốc của năm – cho "Tu es mon autre" - Women to Women Without Borders - 2000 – Huy chương Vàng | - Giải World Music Award - 1999 – Nghệ sĩ thu âm vùng Benelux có doanh số cao nhất năm - 2001 – Nữ nghệ sĩ thu âm vùng Benelux có doanh số cao nhất năm - Đề cử của giải Juno - 1996 – Nghệ sĩ hát đơn mới xuất sắc nhất - 1996 – Album tiếng Pháp bán chạy nhất – cho Carpe diem - 1997 – Nữ ca sĩ xuất sắc nhất - 1997 – Album tiếng Pháp bán chạy nhất – cho Pure - 2001 – Nữ nghệ sĩ xuất sắc nhất - Giải SOCAN - 1995 – Ca khúc pop/rock phổ biến nhất – cho "Il suffit d'un éclair" - 1996 – Ca khúc pop/rock phổ biến nhất – cho "Leïla" - 1998 – Ca khúc pop/rock phổ biến nhất – cho "Humana" - 2004 – Giải thưởng thành tựu toàn cầu |

### Huân chương danh dự
- 2017 –  Huân chương danh dự cấp Sĩ quan chỉ huy của Wallonie (C.M.W.)[35]